# Сетница (Медводе)
Сетница  (словен. Setnica) је раштркано насеље подељени између општина у Медводе и Доброва - Полхов Градец која припада покрајини Горењска. Мањи део припада општини Медводе
Сетница се налазе на надморској висини 709,9 м површине 1 км². Приликом пописа становништва 2002. године насеље је имало 17 становника